# Olympische Winterspiele 1952/Teilnehmer (Tschechoslowakei)
| Gelbes Symbol für Goldmedaillen mit stilisierten Olympischen Ringen | Graues Symbol für Silbermedaillen mit stilisierten Olympischen Ringen | Braundes Symbol für Bronzemedaillen mit stilisierten Olympischen Ringen |
| ------------------------------------------------------------------- | --------------------------------------------------------------------- | ----------------------------------------------------------------------- |
| —                                                                   | —                                                                     | —                                                                       |

Die Tschechoslowakei nahm an den VI. Olympischen Winterspielen 1952 in der norwegischen Hauptstadt Oslo mit einer Delegation von 22 Athleten in drei Disziplinen teil, allesamt Männer.
Fahnenträger bei der Eröffnungsfeier war der Eishockeyspieler Vlastimil Bubník.

## Teilnehmer nach Sportarten

### Eishockey
Männer
| - Slavomír Bartoň - Miloslav Blažek - Václav Bubník - Vlastimil Bubník - Miloslav Charouzd - Bronislav Danda - Karel Gut - Vlastimil Hajšman - Jan Lidral | - Miroslav Nový - Miloslav Ošmera - Zdeněk Pýcha - Miroslav Rejman - Jan Richter - Oldřich Sedlák - Jiří Sekyra - Jozef Záhorský |

- 4. Platz

### Nordische Kombination
- Vlastimil Melich
Einzel (Normalschanze / 18 km): 16. Platz (390,818)

### Skilanglauf
Männer
- František Balvín
50 km: 21. Platz (4:21:19 h)

- Jaroslav Cardal
50 km: 14. Platz (4:01:49 h)
4 × 10 km Staffel: 8. Platz (2:37:12 h)

- Štefan Kovalčík
18 km: Rennen nicht beendet
4 × 10 km Staffel: 8. Platz (2:37:12 h)

- Vlastimil Melich
18 km: 29. Platz (1:10:09 h)
4 × 10 km Staffel: 8. Platz (2:37:12 h)

- Vladimír Šimůnek
18 km: 47. Platz (1:12:34 h)
4 × 10 km Staffel: 8. Platz (2:37:12 h)